# Carlos Concha Torres
Carlos Concha Torres (Esmeraldas, 11 de agosto de 1864 - Ibidem, 12 de abril de 1919) foi um militar, dentista e político equatoriano, que se tornou um dos líderes da Revolução Liberal. Abriu mão de sua fortuna e deixou de lado a profissão para lutar ao lado de Eloy Alfaro.
Em 1897, durante o primeiro mandato presidencial de Eloy Alfaro, foi nomeado governador da província de Esmeraldas, cargo que exerceu até 1900.
Após a morte de Eloy Alfaro liderou uma revolta alfarista contra o governo de Leonidas Plaza, ativa principalmente na província de Esmeraldas. Ele foi capturado em 24 de fevereiro de 1915 pelas forças governamentais e, em seguida, preso no panóptico de Quito. Gravemente doente com tuberculose, foi libertado em 1917. Voltou para sua hacienda na província de Esmeraldas, onde morreu em 12 de abril de 1919.
Em sua homenagem, o Aeroporto de Esmeraldas, operacional desde novembro de 2013, foi nomeado Aeroporto Coronel Carlos Concha Torres.